# Distribution de temps de séjour
Pour les articles homonymes, voir DTS.
L’expression de distribution de temps de séjour ou DTS s'utilise en génie des procédés. 
La distribution de temps de séjour est un modèle qui permet de caractériser l'hydrodynamique d'un réacteur chimique et de déterminer quel modèle de réacteur définit le mieux l'installation étudiée (réacteur continu ou réacteur tubulaire) ainsi que les déviations par rapport aux modèles des réacteurs idéaux. Cette caractéristique est importante pour pouvoir calculer la performance d'une réaction avec une cinétique connue.
Le principe de l'utilisation de la distribution des temps de séjour dans l'analyse des performances d'une installation fut énoncé dans un article par MacMullin et Weber en 1935 déjà. Toutefois il fallut attendre les travaux du professeur Peter Danckwerts (en) qui définit la plupart des distributions possibles. Il a établi une nomenclature qui est encore utilisée actuellement pour traiter ce genre de problème.

## Généralités
Deux types de modèle décrivent les réacteurs ouverts et leur hydrodynamique:
- Le modèle du réacteur tubulaire avec un écoulement de type piston
- Le modèle du réacteur agité ou continu avec un mélange parfait

La combinaison de ces 2 modèles permet de modéliser la plupart des systèmes complexes, par exemple les cascades de réacteurs ou les réacteurs avec recyclage. Ces modèles sont toutefois construits sur un certain nombre d'hypothèses: le mélange d'un flux entrant d'un réacteur continu est considéré comme complet et instantané avec le milieu réactionnel et dans un réacteur tubulaire, l'écoulement est défini comme piston (pas de rétro-mélange). Or dans la réalité, il est impossible d'obtenir de telles conditions, notamment pour des réacteurs industriels qui ont en général une taille comprise entre 1 et plusieurs dizaines de m3. La distribution des temps de séjour permet donc de déterminer dans quelle mesure une installation dévie du modèle idéal et d'apporter les corrections nécessaires dans le fonctionnement du procédé afin de compenser cette non-idéalité.

## Théorie

Figure 1: Exemple de distribution de fréquence pour un réacteur continu

Pour caractériser l'écoulement, on utilise dès lors la distribution de temps de séjour qui est une approche statistique. En effet, on considère un élément du fluide à son entrée dans le réacteur et on mesure le temps que ce dernier met pour atteindre la sortie. Si on répète l'expérience ou on considère plusieurs éléments en même temps, on constatera que les résultats ne sont pas identiques. Les causes principales de cette différence sont l'existence de zones stagnantes ou de courts-circuits dans l'installation étudiée.
On peut dès lors établir une distribution des temps de séjour, le plus souvent représentée par une distribution de fréquences appelée habituellement E. Pour ce faire, quatre hypothèses sont posées:
- le réacteur est à l'état stationnaire
- le fluide est incompressible
- à l'entrée et à la sortie du réacteur, le transport a lieu uniquement par convection et est de type piston
- le diamètre de l'entrée et de la sortie des flux est petit par rapport au diamètre du réacteur

Dans ces conditions, la fonction E rapporte l'âge des éléments qui quittent le réacteur à un moment donné. La dimension E(t) correspond ainsi à une fraction du flux total ayant un certain âge par unité de temps. 
La fraction du fluide qui séjourne durant un intervalle de temps donné dans le système est donné par la valeur E(t)•Δt (cf. Figure 1).
Les relations suivantes peuvent être définies:
{\displaystyle \int \limits _{0}^{\infty }E(t)\,\mathrm {d} t=1\qquad (1)}
{\displaystyle \int \limits _{0}^{t1}E(t)\,\mathrm {d} t\qquad (2)}   fraction du fluide qui quitte le réacteur avec un âge plus jeune que t1
{\displaystyle \int \limits _{t1}^{\infty }E(t)\,\mathrm {d} t=1-\int \limits _{0}^{t1}E(t)\,\mathrm {d} t\qquad (3)}   fraction du fluide qui quitte le réacteur avec un âge supérieur à t1
La moyenne de la distribution, qui correspond à la moyenne des temps de séjour, est donnée par le premier moment de la distribution
{\displaystyle {\overline {t}}=\int \limits _{0}^{\infty }t\cdot E(t)\,\mathrm {d} t\qquad (4)}
La moyenne des temps de séjour est égale au temps de passage si la densité du système est constante
{\displaystyle {\overline {t}}=\tau ={\frac {V}{\dot {V}}}\qquad (5)}
Les moments centrés d'ordre supérieur à 1 fournissent des informations non négligeables sur le comportement de la fonction E(t). Par exemple, le moment centré d'ordre 2 indique la dispersion autour de la moyenne, c.-à-d. la variance.
{\displaystyle \sigma ^{2}=\int \limits _{0}^{\infty }(t-{\overline {t}})^{2}\cdot E(t)\,\mathrm {d} t\qquad (6)}
Le moment centré d'ordre 3 indique l'asymétrie de la fonction {\displaystyle E(t)} et celui d'ordre 4 l'aplatissement de cette dernière.
On peut également définir une distribution d'âge interne, nommée {\displaystyle I(t)}, pour le contenu du réacteur. Cette valeur possède la même définition que {\displaystyle E(t)} : il s'agit de la fraction du flux total au sein du réacteur ayant un certain âge par unité de temps. La relation qui relie {\displaystyle E(t)} et {\displaystyle I(t)} est donnée par
{\displaystyle E(t)=-\tau \cdot {\frac {\mathrm {d} I(t)}{\mathrm {d} t}}\qquad (7)}

## Détermination expérimentale de la DTS
Pour déterminer la distribution de temps de séjour, on introduit un traceur (colorants (colorimétrie), sels (conductimétrie) voire des éléments radioactifs (radioactivité)) dans le système selon une fonction connue et on mesure à la sortie les changements de la fonction d'injection. Le traceur choisi ne doit pas modifier les propriétés physiques du milieu (même densité, même viscosité) et l'introduction du traceur ne doit pas modifier les conditions hydrodynamiques.
Le principe pour l'établissement d'une fonction de distribution de séjour est la mesure de la concentration en sortie de l'installation et on divise cette concentration par la concentration totale pour obtenir une fraction. Mathématiquement cela donne
{\displaystyle E(t)={\frac {C(t)}{\int \limits _{0}^{\infty }C(t)\mathrm {d} t}}\qquad (8)}
On utilise en général 2 fonctions d'introduction : l'“échelon” (step) et l'“impulsion” (pulse). D'autres fonctions sont possibles, mais nécessitent une déconvolution pour obtenir E(t).

### Injection par échelon
La concentration du traceur à l'entrée du réacteur passe brusquement de 0 à C0. La concentration du traceur en sortie du réacteur est mesurée et peut d'être divisée par la concentration initiale C0 (en général connue) pour obtenir la courbe adimensionnelle F qui est comprise entre 0 et 1:
{\displaystyle F(t)={\frac {C(t)}{C_{0}}}\qquad (9)}
Par un bilan de matière, on peut définir la relation suivante
{\displaystyle F(t)+\tau \cdot I(t)=1\qquad (10)}    ce qui donne    {\displaystyle I(t)={\frac {1-F(t)}{\tau }}\qquad (11)}
En utilisant les relations (7) et (10), on trouve
{\displaystyle F(t)=\int \limits _{0}^{t}E(t)\,\mathrm {d} t\qquad (12)}    ce qui donne    {\displaystyle E(t)={\frac {\mathrm {d} F(t)}{\mathrm {d} t}}\qquad (13)}
La valeur de la moyenne et de la variance peuvent également être déduite de la fonction F(t)
{\displaystyle {\overline {t}}=\int \limits _{0}^{\infty }t\cdot E(t)\,\mathrm {d} t=\int \limits _{0}^{1}t\,\mathrm {d} F(t)=-\int \limits _{0}^{1}t\,\mathrm {d} (1-F(t))=\int \limits _{0}^{\infty }(1-F(t))\,\mathrm {d} t\qquad (14)}
{\displaystyle \sigma ^{2}=\int \limits _{0}^{\infty }(t-{\overline {t}})^{2}\cdot E(t)\,\mathrm {d} t=\int \limits _{0}^{1}(t-{\overline {t}})^{2}\,\mathrm {d} F(t)=\int \limits _{0}^{1}t^{2}\,\mathrm {d} F(t)-{\overline {t}}^{2}=2\int \limits _{0}^{\infty }t(1-F(t))\,\mathrm {d} t-{\overline {t}}^{2}\qquad (15)}

### Injection par impulsion
Cette méthode d'injection consiste à introduire tout le traceur sur un intervalle très court à l'entrée du réacteur de manière à s'approcher de la fonction de Dirac. Dans la pratique, la durée de l'injection doit être petite en comparaison du temps de séjour moyen.
La concentration du traceur en sortie du réacteur est mesurée et est divisée par la concentration virtuelle C0 (définie par le nombre de mole du traceur n0 injecté divisé par le volume du réacteur) pour obtenir la courbe adimensionnelle C qui est comprise entre 0 et 1:
{\displaystyle \mathbf {C} ={\frac {C(t)}{C_{0}}}\qquad (16)}
Par un bilan de matière, on obtient:
{\displaystyle E(t)={\frac {\dot {V}}{n_{0}}}\cdot C(t)={\frac {1}{\tau }}{\frac {C(t)}{{\bar {C}}_{0}}}={\frac {1}{\tau }}\mathbf {C} \qquad (17)}

## DTS des réacteurs idéaux

### Réacteur tubulaire idéal
Le réacteur tubulaire idéal n'a qu'une fonction retardatrice et ne change pas le signal d'entrée. Pour une injection par impulsion, on obtient le même signal à la sortie après un certain temps qui correspond au temps de séjour moyen τ.
La distribution de séjour est un pic très étroit situé au temps τ.
{\displaystyle E(t)=\delta (t-\tau )\qquad (18)}
Le même raisonnement peut être appliqué à l'injection échelon où l'on obtient un échelon décalé de τ avec une réponse désignée par
{\displaystyle F(t)=H(t-\tau )\qquad (19)}
où H est la fonction échelon unité de Heaviside.

### Réacteur parfaitement mélangé
Si l'on introduit dans un réacteur parfaitement mélangé une impulsion de n0 moles de traceur, le système va instantanément atteindre la concentration moyenne maximale
{\displaystyle C_{0,t=0}={\frac {n_{0}}{V}}\qquad (20)}
L'évolution de la concentration en fonction du temps peut alors être déduite par l'intégration du bilan de matière donné par l'équation (21) où la variation de la quantité de traceur dans le réacteur est égale à la quantité de traceur qui quitte le réacteur :
{\displaystyle V\cdot {\frac {\mathrm {d} C(t)}{\mathrm {d} t}}=-Q\cdot C(t)\qquad (21)}
ce qui donne
{\displaystyle {\frac {C(t)}{C_{0}}}=\exp \left(-{\frac {t}{\tau }}\right)\qquad (22)}
d'où
{\displaystyle E(t)={\frac {1}{\tau }}\exp \left(-{\frac {t}{\tau }}\right)\qquad (23)}
{\displaystyle F(t)=1-\exp \left(-{\frac {t}{\tau }}\right)\qquad (24)}

### Réacteur tubulaire à écoulement laminaire
Le réacteur tubulaire à écoulement laminaire est un cas particulier du réacteur tubulaire avec un comportement hydrodynamique connu et bien défini, ce qui permet d'en prédire la distribution de séjour. La différence de temps de séjour des éléments de volume dans le réacteur est la conséquence du profil de vitesse parabolique (Ecoulement de Poiseuille). Dans un filet de fluide de position radiale constante, chaque particule traverse le réacteur sans être influencée par les autres.
La vitesse dans un tube ayant un écoulement laminaire est fonction de la position dans le tube
{\displaystyle u=u_{\max }\cdot \left(1-{\frac {R^{2}}{R_{0}^{2}}}\right)\qquad (25)}
où {\displaystyle u_{\max }} est la vitesse au centre du tube et {\displaystyle {\bar {u}}} la valeur moyenne sur la section {\displaystyle ({\bar {u}}={\frac {Q}{\pi \cdot R^{2}}})}. La relation entre ces 2 vitesses est {\displaystyle u_{\max }=2\cdot {\bar {u}}}.
Le temps de séjour d'un élément de volume qui se trouve dans un filet de fluide donné vaut ainsi :
{\displaystyle t={\frac {L}{u}}=L\cdot \left(u_{\max }\cdot \left(1-{\frac {R^{2}}{R_{0}^{2}}}\right)\right)^{-1}={\frac {t_{\min }}{1-{\frac {R^{2}}{R_{0}^{2}}}}}\qquad (26)}
avec {\displaystyle t_{\min }={\frac {L}{u_{\max }}}={\frac {\tau }{2}}\qquad (27)}
La fraction du flux qui se trouve dans la position {\displaystyle R+\mathrm {d} R} avec une vitesse {\displaystyle v+\mathrm {d} v} qui a un temps de passage {\displaystyle t+dt} se calcule avec la relation suivante :
{\displaystyle E(t)\mathrm {d} t={\frac {\mathrm {d} Q}{Q}}={\frac {u\cdot 2\cdot \pi \cdot R\mathrm {d} R}{\pi \cdot R_{0}^{2}\cdot {\bar {u}}}}={\frac {2\cdot u\cdot R\mathrm {d} R}{{\bar {u}}\cdot R_{0}^{2}}}\qquad (28)}
Pour obtenir la relation entre {\displaystyle \mathrm {d} t} et {\displaystyle \mathrm {d} R}, on utilise l'équation (26) et par dérivation, on a
{\displaystyle \mathrm {d} t={\frac {2\cdot R\cdot t_{\min }}{R_{0}^{2}\cdot \left(1-{\frac {R^{2}}{R_{0}^{2}}}\right)^{2}}}\mathrm {d} R={\frac {2}{R_{0}^{2}\cdot t_{\min }}}\cdot \left({\frac {t_{\min }}{1-{\frac {R^{2}}{R_{0}^{2}}}}}\right)^{2}\cdot R\mathrm {d} R={\frac {2\cdot t^{2}}{R_{0}^{2}\cdot t_{\min }}}\cdot R\mathrm {d} R\qquad (29)}
Et en utilisant la dérivée (29) et la relation (27), on peut réécrire l'équation (28)
{\displaystyle E(t)\mathrm {d} t={\frac {2\cdot u}{{\bar {u}}\cdot R_{0}^{2}}}\cdot {\frac {R_{0}^{2}\cdot t_{\min }}{2\cdot t^{2}}}\mathrm {d} t={\frac {2\cdot L\cdot t_{\min }\cdot t_{\min }}{L\cdot t\cdot t^{2}}}\mathrm {d} t={\frac {\tau ^{2}}{2\cdot t^{3}}}\mathrm {d} t\qquad (30)}
En incluant la fonction retardatrice du réacteur piston et en observant que le plus petit temps de séjour possible est donnée par l'équation (27), on a finalement
{\displaystyle E(t)={\frac {\tau ^{2}}{2\cdot t^{3}}}H\left(t-{\frac {\tau }{2}}\right)\qquad {\text{ ou }}\qquad E(t)={\begin{cases}0,&t<{\frac {\tau }{2}}\\{\frac {\tau ^{2}}{2\cdot t^{3}}},&t>{\frac {\tau }{2}}\end{cases}}\qquad (31)}
Ce qui donne pour {\displaystyle F(t)}
{\displaystyle F(t)=\int _{0}^{t}E(t)\,\mathrm {d} t=0+\int _{\frac {\tau }{2}}^{t}E(t)\,\mathrm {d} t=\int _{\frac {\tau }{2}}^{t}{\frac {\tau ^{2}}{2\cdot t^{3}}}\,\mathrm {d} t={\frac {\tau ^{2}}{2}}\int _{\frac {\tau }{2}}^{t}{\frac {\mathrm {d} t}{t^{3}}}\,\mathrm {d} t=1-{\frac {\tau ^{2}}{4t^{2}}}\qquad (32)}

### Réacteur en cascade
Le réacteur en cascade se compose de réacteurs parfaitement mélangés placés en série. Les réacteurs sont considérés comme étant identiques et possèdent ainsi la même distribution de séjour. Par convolution successive, il est possible de définir la distribution de séjour globale pour deux réacteurs en série ou plus.
Dans le cas de 2 réacteurs, la fonction de sortie du deuxième réacteur y(t) s'obtient par convolution de la fonction d'entrée x(t) avec la fonction de distribution de temps de séjour pour un réacteur parfaitement mélangé (équation 23). Si une impulsion d'un traceur est utilisé comme moyen d'analyse, il est possible de remplacer la fonction d'entrée par la distribution du temps de séjour de la première cuve.
{\displaystyle y(t)=\int _{0}^{t}x(t-t')\cdot E(t')dt'\qquad (33)}
{\displaystyle y(t)=\int _{0}^{t}{\frac {1}{\tau _{1}}}exp\left(-{\frac {t-t'}{\tau _{1}}}\right)\cdot exp\left(-{\frac {t'}{\tau _{2}}}\right)dt\qquad (34)}
En supposant que les 2 cuves sont identiques, ce qui implique que les temps de passage le sont aussi
{\displaystyle y(t)={\frac {1}{\tau }}{\frac {t}{\tau }}exp\left(-{\frac {t}{\tau }}\right)=E(t)\qquad (35)}
En faisant de même pour N réacteurs identiques
{\displaystyle E(t)={\frac {1}{\tau }}\left({\frac {t}{\tau }}\right)^{N-1}\cdot {\frac {1}{(N-1)!}}\cdot exp\left(-{\frac {t}{\tau }}\right)\qquad (36)}
Par intégration la courbe F peut être déduite
{\displaystyle F(t)=1-exp(-{\frac {Nt}{\tau }})\cdot \left(1+N{\frac {t}{\tau }}+{\frac {N\left({\frac {t}{\tau }}\right)^{2}}{2!}}+...+{\frac {N\left({\frac {t}{\tau }}\right)^{N-1}}{N-1!}}\right)\qquad (37)}

## Non-idéalité des réacteurs
Les réacteurs réels présentent des déviations plus ou moins importantes par rapport aux modèles. Ceci peut poser des problèmes pour le dimensionnement des réacteurs ou l'optimisation des conditions opératoires. Pour identifier ces déviations, une comparaison de la distribution de temps de séjour d'un réacteur avec les modèles est nécessaire et permet de définir les modifications à apporter pour corriger la non-idéalité ou pour apporter un facteur de correction pour les calculs de dimensionnement.
On distingue 2 grandes causes de déviations : les zones mortes, espaces du réacteur dont le contenu ne se mélange pas ou très peu avec le flux traversant le réacteur, et les court-circuits, canaux ou chemins qui permettent au flux de traverser le réacteur sans se mélanger au contenu du réacteur.

### Détection des non-idéalités pour leréacteur continu

Distribution de temps de séjour idéale pour une impulsion dans un réacteur continu

Cas idéal (a). Dans un cas idéal avec un liquide incompressible, le temps de passage τ est défini par la relation habituelle
{\displaystyle \tau ={\frac {V_{\text{tot}}}{F_{0}}}\qquad (26)}
Ceci permet de définir les différentes courbes caractéristiques d'une impulsion par les équations suivantes
{\displaystyle C(t)=C_{0}\cdot e^{-{\frac {t}{\tau }}}\qquad (27)}
{\displaystyle E(t)={\frac {1}{\tau }}\cdot e^{-{\frac {t}{\tau }}}\qquad (28)}
{\displaystyle F(t)=1-e^{-{\frac {t}{\tau }}}\qquad (29)}

Distribution de temps de séjour pour une impulsion dans un réacteur continu avec un court-circuit (F_{0}, flux total; F_{r}, flux se mélangeant au contenu du réacteur; F_{bp}, flux non mélangé, V, volume du réacteur).

Cas avec court-circuit (b). Dans le cas d'un court-circuit, une partie du traceur ne se mélange pas avec le mélange réactionnel présent en début d'expérience dans le réacteur et est directement évacuée vers la sortie. On peut représenter ce problème par une division du flux d'entrée en 2 parties : un flux Fr entrant dans le réacteur et se mélangeant au contenu de ce dernier, un deuxième flux Fbp étant directement dévié vers la sortie sans passer dans le réacteur.
{\displaystyle F_{r}=F_{0}-F_{bp}\qquad (30)}
Le temps de passage sera donc plus grand que celui d'un réacteur idéal et la fonction {\displaystyle E(t)} diminuera moins rapidement que dans le cas du réacteur idéal.
La fonction {\displaystyle E(t)} peut être modélisée par l'équation suivante qui intègre le court-circuit comme étant un tube parallèle au réacteur et qui peut être représenté comme un réacteur tubulaire:
{\displaystyle E(t)={\frac {F_{bp}}{F_{0}}}\cdot \delta (t-0)+{\frac {{F^{2}}_{bp}}{V_{\text{tot}}\cdot F_{0}}}\cdot e^{-{\frac {t}{\tau _{bp}}}}\qquad (31)}
On constate pour la fonction {\displaystyle F(t)} un seuil qui est formé par le court-circuit.

Distribution de temps de séjour pour une impulsion dans un réacteur continu avec un volume mort

Cas avec zone morte (c). Dans le cas d'un volume mort, le volume réel de mélange dans le réacteur est réduit par rapport au cas idéal : il s'agit de zones où la circulation induite par mouvement de l'agitateur est nulle. Pratiquement ces zones ne participent pas au mélange et sont considérées comme mortes.
{\displaystyle {V}_{r}={V}_{\text{tot}}-{V}_{d}\qquad (32)}
Le temps de passage sera donc plus petit que celui d'un réacteur idéal et la fonction {\displaystyle E(t)} diminuera plus rapidement que dans le cas du réacteur idéal.

### Détection des non-idéalités pour leréacteur tubulaire
Théoriquement le réacteur tubulaire ne modifie pas le signal, il ne fait que le retarder.
- Cas idéal
- Cas avec court-circuit
- Cas avec zone morte

## Modèles de réacteurs réels

### Modèle de dispersion
Pour un réacteur tubulaire, le modèle idéal peut être amélioré en introduisant un terme par la diffusion dans la direction axiale. Ce terme sert à représenter la diffusion moléculaire et les effets hydrodynamiques (tourbillons, inhomogénéité de la vitesse). Mathématiquement cela se traduit en utilisant un bilan de masse par
{\displaystyle -{\frac {1}{A_{c}}}{\frac {dF_{y}}{dx}}+r_{y}=0}
En considérant que le flux est décrit par un phénomène de dispersion et de convection
{\displaystyle F_{y}=A_{c}\cdot \left(-D_{a}{\frac {dC_{y}}{dx}}+UC_{y}\right)}
On obtient
{\displaystyle {\frac {D_{a}}{U}}{\frac {d^{2}C_{y}}{dx^{2}}}-{\frac {dC_{y}}{dx}}+{\frac {r_{y}}{U}}=0}